# Bonvillars
Bonvillars is een gemeente en plaats in het Zwitserse kanton Vaud, en maakt deel uit van het district Grandson.
Bonvillars telt 408 inwoners.